# Ng'ona
Ng'ona è un ward dello Zambia, parte della Provincia di Luapula e del Distretto di Kawambwa.